# Let Them Eat Cakes Tour
Let Them Eat Cakes Tour var en konsertturné under 2013 av det brittiska rockbandet The Darkness. Med denna turné marknadsförde de deras tredje studioalbum Hot Cakes.

## Turnén

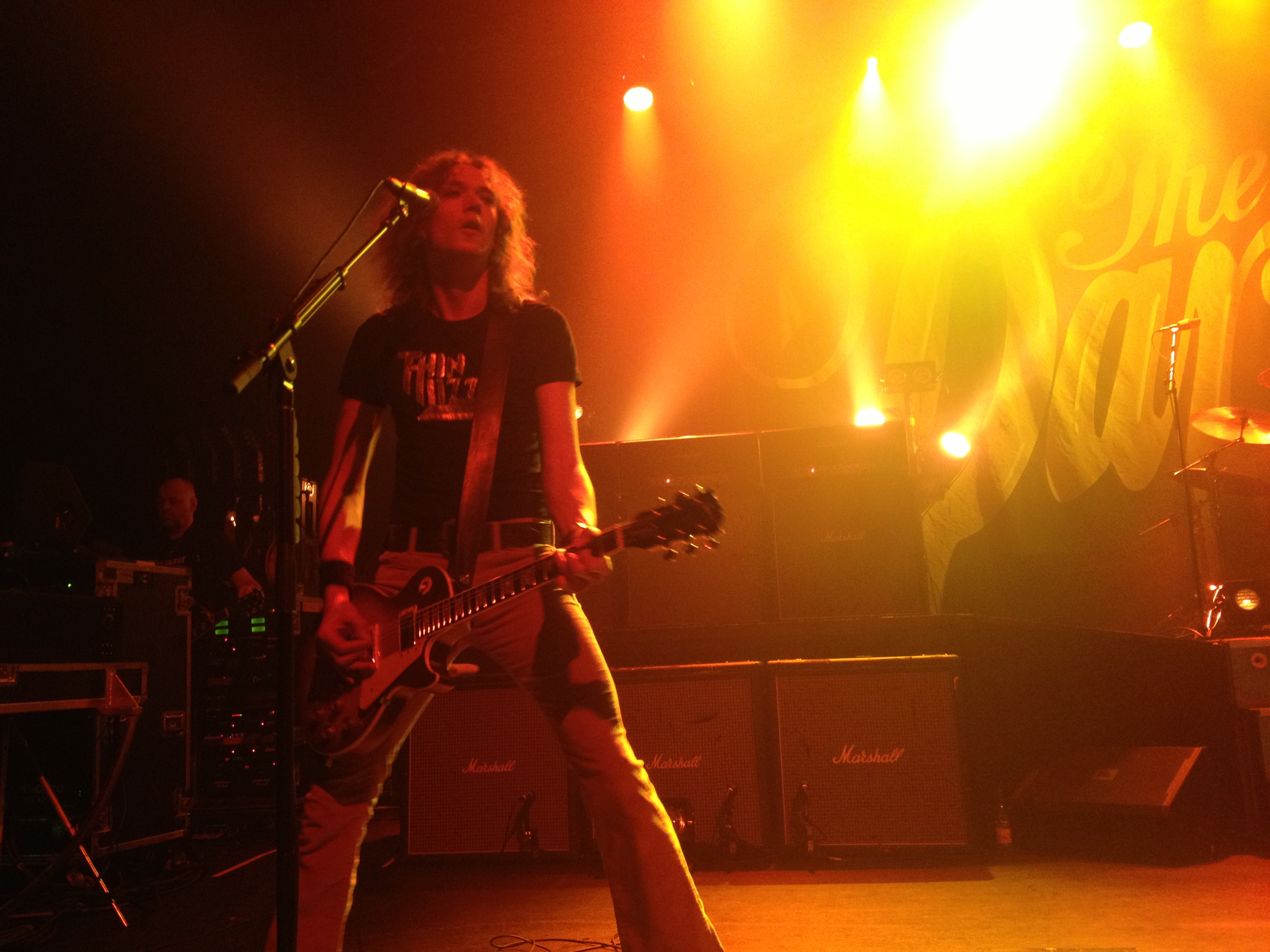
Dan Hawkins i Stockholm den 17 februari 2013.

Turnén påbörjades den 10 januari 2013 i Fort Lauderdale i USA. Denna konsert var enda gången under den amerikanska delen av turnén som bandet spelade "Everybody Have a Good Time". Under flertalet konserter bar gitarristen Dan Hawkins sin bror Justin Hawkins runt publiken under konserternas sista låt "Love on the Rocks with No Ice". Den 19 januari spelades "Living Each Day Blind" live för första gången. Fyra dagar senare spelades också "Forbidden Love" för första gången. Under konserten i Chicago den 27 januari hoppade Justin Hawkins från balkongen ner på publiken och bröt ett revben, trots detta genomförde han resten av konserten. I Denver den 1 februari spelade bandet "How Dare You Call This Love" för första gången på över 10 år.
Den 16 februari nådde turnén Europa och dagen därpå föll Justin av scenen under konserten på Restaurang Tyrol i Stockholm. I Wolverhampton spelade bandet en improviserad version av "Christmas Time (Don't Let the Bells End)". Bara ett fåtal dagar senare spelades "I Believe in a Thing Called Love" två gånger under konserten i Paris; den andra gången bjöds en person i publiken upp för att spela gitarr på låten. Flera konserter ställdes in under turnén. Bandet skulle ha spelat i Kristiansand den 24 februari, men konserten fick ställas in då för få biljetter sålts. Även konserterna med Joan Jett, som skulle ha hållits i Australien och Nya Zeeland i början av april, fick ställas in på grund av trummisen Ed Grahams dåliga hälsa.

## Låtlista
Denna låtlista visar de låtar som spelades mest under turnén. Låtlistan ändrades dock ibland och vissa låtar byttes ibland ut, eller bytte plats. Bandet använde Abbas låt "Arrival" som intromusik under den första delen av turnén. Denna låt byttes senare ut mot en nyskriven låt av bandet.
| 1. "Every Inch of You" 2. "Black Shuck" 3. "Growing on Me" 4. "She Just a Girl, Eddie" 5. "One Way Ticket" 6. "Nothin's Gonna Stop Us" 7. "Get Your Hands off My Woman" 8. "Love Is Only a Feeling" 9. "Friday Night" 10. "Concrete" 11. "How Dare You Call This Love?" 12. "Givin' Up" 13. "Stuck in a Rut" 14. "I Believe in a Thing Called Love" Extranummer: 15. "The Best of Me" 16. "Street Spirit (Fade Out)" 17. "Love on the Rocks with No Ice" | - "Bareback" - "Christmas Time (Don't Let the Bells End)" - "Everybody Have a Good Time" - "Forbidden Love" - "Hazel Eyes" - "Is It Just Me?" - "Living Each Day Blind" - "With a Woman" |

## Datum
| Datum:            | Plats:                        | Stad:           | Land:         |
| ----------------- | ----------------------------- | --------------- | ------------- |
| Nordamerika       |                               |                 |               |
| 10 januari 2013   | Revolution                    | Fort Lauderdale | USA           |
| 11 januari 2013   | Hard Rock Live                | Orlando         | USA           |
| 12 januari 2013   | The Masquerade                | Atlanta         | USA           |
| 14 januari 2013   | Stage AE                      | Pittsburgh      | USA           |
| 15 januari 2013   | Rams Head Live!               | Baltimore       | USA           |
| 18 januari 2013   | House of Blues                | Atlantic City   | USA           |
| 19 januari 2013   | Paradise Rock Club            | Boston          | USA           |
| 21 januari 2013   | Phoenix Concert Theatre       | Toronto         | Kanada        |
| 23 januari 2013   | Newport Music Hall            | Columbus        | USA           |
| 25 januari 2013   | Majestic Theatre              | Detroit         | USA           |
| 26 januari 2013   | The Rave                      | Milwaukee       | USA           |
| 27 januari 2013   | Riviera Theatre               | Chicago         | USA           |
| 29 januari 2013   | First Avenue                  | Minneapolis     | USA           |
| 30 januari 2013   | Beaumont                      | Kansas City     | USA           |
| 1 februari 2013   | Summit Music Hall             | Denver          | USA           |
| 2 februari 2013   | Belly Up                      | Aspen           | USA           |
| Europa            |                               |                 |               |
| 16 februari 2013  | Amager Bio                    | Köpenhamn       | Danmark       |
| 17 februari 2013  | Restaurang Tyrol              | Stockholm       | Sverige       |
| 19 februari 2013  | Pokkahive                     | Tammerfors      | Finland       |
| 20 februari 2013  | The Circus                    | Helsingfors     | Finland       |
| 22 februari 2013  | Restaurang Trädgårn           | Göteborg        | Sverige       |
| 23 februari 2013  | Rockefeller Music Hall        | Oslo            | Norge         |
| 26 februari 2013  | Gruenspan                     | Hamburg         | Tyskland      |
| 27 februari 2013  | Paradiso                      | Amsterdam       | Nederländerna |
| 1 mars 2013       | Sheffield City Hall           | Sheffield       | England       |
| 2 mars 2013       | O2 Apollo Manchester          | Manchester      | England       |
| 3 mars 2013       | Barrowland Ballroom           | Glasgow         | Skottland     |
| 5 mars 2013       | Newcastle City Hall           | Newcastle       | England       |
| 6 mars 2013       | Civic                         | Wolverhampton   | England       |
| 7 mars 2013       | Hammersmith Apollo            | London          | England       |
| 9 mars 2013       | Bataclan                      | Paris           | Frankrike     |
| 10 mars 2013      | Volkshaus                     | Zürich          | Schweiz       |
| 11 mars 2013      | Alcatraz                      | Milano          | Italien       |
| 13 mars 2013      | Backstage Werk                | München         | Tyskland      |
| 14 mars 2013      | Arena                         | Wien            | Österrike     |
| 16 mars 2013      | Stodola                       | Warszawa        | Polen         |
| 18 mars 2013      | CC Live                       | Berlin          | Tyskland      |
| 19 mars 2013      | Kantine                       | Köln            | Tyskland      |
| 20 mars 2013      | Den Atelier                   | Luxemburg       | Luxemburg     |
| 21 mars 2013      | Trix                          | Antwerpen       | Belgien       |
| Nordamerika       |                               |                 |               |
| 10 maj 2013       | Lincoln Theatre               | Raleigh         | USA           |
| 11 maj 2013       | Amos' Southend                | Charlotte       | USA           |
| 13 maj 2013       | Lupo's                        | Providence RI   | USA           |
| 14 maj 2013       | The Chameleon                 | Lancaster       | USA           |
| 16 maj 2013       | Power Plant Live!             | Baltimore       | USA           |
| 17 maj 2013       | The Great GoogaMooga Festival | New York        | USA           |
| 18 maj 2013       | Upstate Concert Hall          | Albany          | USA           |
| 19 maj 2013       | Corona                        | Montréal        | Kanada        |
| 21 maj 2013       | The Trocadero                 | Philadelphia    | USA           |
| Europa            |                               |                 |               |
| 1 juni 2013       | Villa Marina                  | Douglas         | Isle of Man   |
| 3 juni 2013       | The Spa Grand Hall            | Scarborough     | England       |
| 4 juni 2013       | Kasbah                        | Coventry        | England       |
| 3 juli 2013       | Putte i parken                | Karlstad        | Sverige       |
| 21 juli 2013      | Gurtenfestival                | Bern            | Schweiz       |
| 2 augusti 2013    | Festidalen                    | Uskedal         | Norge         |
| 3 augusti 2013    | Ringstedt Festival            | Ringstedt       | Danmark       |
| 4 augusti 2013    | Y Not Festival                | Derbyshire      | England       |
| 30 augusti 2013   | Two Days a Week               | Wiesen          | Österrike     |
| 29 september 2013 | Looe Music Festival           | Cornwall        | England       |

### Inställda konserter
| Datum:           | Plats:                        | Stad:        | Land:       |
| ---------------- | ----------------------------- | ------------ | ----------- |
| Oceanien         |                               |              |             |
| 24 februari 2013 | Kick Scene                    | Kristiansand | Norge       |
| 2 april 2013     | Adelaide Entertainment Centre | Adelaide     | Australien  |
| 4 april 2013     | Brisbane River Stage          | Brisbane     | Australien  |
| 5 april 2013     | Hordern Pavilion              | Sydney       | Australien  |
| 6 april 2013     | Hisense Arena                 | Melbourne    | Australien  |
| 9 april 2013     | Logan Campbell Centre         | Auckland     | Nya Zeeland |

## Medverkande
- Ed Graham – trummor
- Dan Hawkins – gitarr, kör
- Justin Hawkins – sång, gitarr
- Frankie Poullain – bas, koskälla